# Jay L. Lush
Jay Laurence Lush (Shambaugh, 3 gennaio 1896 – 22 maggio 1982) è stato un genetista statunitense, insignito del Premio Wolf per l'agricoltura per i suoi eccezionali e pionieristici contributi all'applicazione della genetica per il miglioramento del bestiame, nel 1979.

## Biografia
Considerato il fondatore della branca scientifica della selezione animale, nel 1968 viene insignito con il National Medal of Science. Docente di agricoltura dal 1930 al 1966 presso l'Università statale dell'Iowa, nel 1967 viene eletto nell'Accademia nazionale delle scienze